# Phymatidium geiselii
Phymatidium geiselii är en orkidéart som beskrevs av Augusto Ruschi. Phymatidium geiselii ingår i släktet Phymatidium och familjen orkidéer. Inga underarter finns listade i Catalogue of Life.